# Marie van Caloen
Marie-Alphonsine-Virginie-Eulalie-Charlotte-Ghislaine van Caloen wordt geboren te Koolkerke op 19 februari 1890. Haar ouders zijn Alphonse-Marie-Joseph-Jean-Ghislain van Caloen (Brugge 12 september 1852 - Koolkerke 6 maart 1928) en Virginia-Maria Strubbe (Koolkerke, 26 mei 1855 - Bergen 21 juli 1941). Vader Alphonse is van 1885 tot 1927 burgemeester van Koolkerke. Marie woont samen met haar ouders en zus Irma (1892 - 1972) in kasteel De Groene Poorte langs de Dudzeelse Steenweg (vandaag nummer 460). De Eerste Wereldoorlog verstoort haar leven als jonge vrouw. Marie vlucht samen met haar ouders naar Nederland.

## Gezin
In 1925 huwt ze met jonkheer Paul-Marie-Joseph-Ghislain du Trieu de Terdonck (Muizen 14 november 1887 - Sint-Andries 1 februari 1936). Paul is afkomstig uit een adellijke familie die vanaf het eind van de achttiende eeuw tot de sociaaleconomische en politieke elite van het Mechelse behoort. Tijdens de Eerste Wereldoorlog vecht hij samen met zijn broers in de loopgraven aan de IJzer tegen de Duitsers. Paul geeft er blijk van groot artistiek talent door de vele schetsen en houtsneden die hij van zijn medesoldaten en hun omgeving maakt. Ook in de periode in Engeland, die vooraf gaat aan de frontjaren, maakt hij prachtige schetsen en aquarellen.
Het huwelijk van Marie en Paul is bijzonder liefdevol. Ze wonen in het kasteel De Groene Poorte. Het echtpaar krijgt drie kinderen: Marie-Marguerite-Therèse-Irma-Josephe-Ghislaine (Koolkerke 1926 - Perpignan 2015), jonkheer Alphonse-Paul-Charles-Joseph-Marie-Ghislain (Koolkerke 16 mei 1927 - Koolkerke 8 januari 2001) en Ghislaine-Marie-Joseph-Irma-Alphonsine (Koolkerke 18 juni 1928 - Koolkerke 11 april 1929) die amper 9 maanden wordt.
Amper een jaar later, op 7 april 1930 overlijdt ook Marie. Paul en de twee overgebleven kinderen blijven verweesd achter.